# Queen's Club Championships 2019 - Doppio
Henri Kontinen e John Peers erano i detentori del titolo e sono stati sconfitti in semifinale da Feliciano López e Andy Murray.
In finale López e Murray hanno sconfitto Rajeev Ram e Joe Salisbury con il punteggio di 7–6(6), 5-7, [10-5].

## Teste di serie
1. Juan Sebastián Cabal /  Robert Farah (primo turno)
2. Mate Pavić /  Bruno Soares (quarti di finale)

1. Henri Kontinen /  John Peers (semifinale)
2. Bob Bryan /  Mike Bryan (semifinale)

## Qualificati
1. Jérémy Chardy /  Fabrice Martin (quarti di finale)

### Lucky loser
1. Robert Lindstedt /  Artem Sitak (primo turno)

## Wildcard
1. Luke Bambridge /  Jonny O'Mara (primo turno)

1. Daniel Evans /  Ken Skupski (quarti di finale)

## Tabellone

### Legenda
| - Q = Qualificato - WC = Wild card - LL = Lucky loser | - ALT = Alternate - SE = Special Exempt - PR = Protected Ranking | - w/o = Walkover - r = Ritirato - d = Squalificato |

|  | Primo turno              | Primo turno                   | Primo turno                   | Primo turno | Primo turno |  |  | Quarti di finale | Quarti di finale   | Quarti di finale   | Quarti di finale   | Quarti di finale  |   |     | Semifinale | Semifinale       | Semifinale      | Semifinale        | Semifinale |   |     | Finale | Finale | Finale | Finale | Finale |  |
|  |                          |                               |                               |             |             |  |  |                  |                    |                    |                    |                   |   |     |            |                  |                 |                   |            |   |     |        |        |        |        |        |  |
|  | 1                        | JS Cabal R Farah              | JS Cabal R Farah              | 65          | 3           |  |  |                  |                    |                    |                    |                   |   |     |            |                  |                 |                   |            |   |     |        |        |        |        |        |  |
|  | PR                       | F López A Murray              | F López A Murray              | 7           | 6           |  |  | PR               | F López A Murray   | F López A Murray   | 6                  | 7                 |   |     |            |                  |                 |                   |            |   |     |        |        |        |        |        |  |
|  | WC                       | D Evans K Skupski             | D Evans K Skupski             | 6           | 7           |  |  | WC               | D Evans K Skupski  | D Evans K Skupski  | 4                  | 63                |   |     |            |                  |                 |                   |            |   |     |        |        |        |        |        |  |
|  |                          | F Auger-Aliassime A de Minaur | F Auger-Aliassime A de Minaur | 3           | 5           |  |  |                  |                    |                    |                    |                   |   |     | PR         | F López A Murray | 7               | 65                | [10]       |   |     |        |        |        |        |        |  |
|  | 3                        | H Kontinen J Peers            | 7                             | 3           | [10]        |  |  |                  |                    | 3                  | H Kontinen J Peers | 5                 | 7 | [7] |            |                  |                 |                   |            |   |     |        |        |        |        |        |  |
|  | LL                       | R Lindstedt A Sitak           | 65                            | 6           | [3]         |  |  | 3                | H Kontinen J Peers | H Kontinen J Peers | 7                  | 7                 |   |     |            |                  |                 |                   |            |   |     |        |        |        |        |        |  |
|  | J Murray N Skupski       | J Murray N Skupski            | 7                             | 1           | [10]        |  |  |                  | J Murray N Skupski | J Murray N Skupski | 5                  | 6                 |   |     |            |                  |                 |                   |            |   |     |        |        |        |        |        |  |
|  | N Mahut É Roger-Vasselin | N Mahut É Roger-Vasselin      | 65                            | 6           | [7]         |  |  |                  |                    |                    |                    |                   |   |     | PR         | F López A Murray | 7               | 5                 | [10]       |   |     |        |        |        |        |        |  |
|  | Q                        | J Chardy F Martin             | J Chardy F Martin             | 7           | 6           |  |  |                  |                    |                    |                    |                   |   |     |            |                  |                 | R Ram J Salisbury | 6          | 7 | [5] |        |        |        |        |        |  |
|  |                          | M Čilić I Dodig               | M Čilić I Dodig               | 5           | 4           |  |  | Q                | J Chardy F Martin  | J Chardy F Martin  | 3                  | 6                 |   |     |            |                  |                 |                   |            |   |     |        |        |        |        |        |  |
|  | WC                       | L Bambridge J O'Mara          | L Bambridge J O'Mara          | 6(1)        | 4           |  |  | 4                | B Bryan M Bryan    | B Bryan M Bryan    | 6                  | 7                 |   |     |            |                  |                 |                   |            |   |     |        |        |        |        |        |  |
|  | 4                        | B Bryan M Bryan               | B Bryan M Bryan               | 7           | 6           |  |  |                  |                    |                    |                    |                   |   |     | 4          | B Bryan M Bryan  | B Bryan M Bryan | 64                | 68         |   |     |        |        |        |        |        |  |
|  | C Garín D Schwartzman    | C Garín D Schwartzman         | C Garín D Schwartzman         | 6           | 4           |  |  |                  |                    |                    | R Ram J Salisbury  | R Ram J Salisbury | 7 | 7   |            |                  |                 |                   |            |   |     |        |        |        |        |        |  |
|  | R Ram J Salisbury        | R Ram J Salisbury             | R Ram J Salisbury             | 7           | 6           |  |  |                  | R Ram J Salisbury  | R Ram J Salisbury  | 6                  | 6                 |   |     |            |                  |                 |                   |            |   |     |        |        |        |        |        |  |
|  |                          | L Pouille S Wawrinka          | 7                             | 3           | [5]         |  |  | 2                | M Pavić B Soares   | M Pavić B Soares   | 4                  | 4                 |   |     |            |                  |                 |                   |            |   |     |        |        |        |        |        |  |
|  | 2                        | M Pavić B Soares              | 5                             | 6           | [10]        |  |  |                  |                    |                    |                    |                   |   |     |            |                  |                 |                   |            |   |     |        |        |        |        |        |  |

## Qualificazioni

### Teste di serie
1. Jérémy Chardy /  Fabrice Martin (qualificati)

1. Robert Lindstedt /  Artem Sitak (ultimo turno, Lucky loser)

### Qualificati
1. Jérémy Chardy /  Fabrice Martin

#### Lucky loser
1. Robert Lindstedt /  Artem Sitak

### Tabellone qualificazioni
|  | Primo turno | Primo turno                        | Primo turno                        | Primo turno                  | Primo turno |  |  | Ultimo turno | Ultimo turno                 | Ultimo turno | Ultimo turno | Ultimo turno |  |
|  |             |                                    |                                    |                              |             |  |  |              |                              |              |              |              |  |
|  | 1           | Jérémy Chardy Fabrice Martin       | Jérémy Chardy Fabrice Martin       | 6                            | 6           |  |  |              |                              |              |              |              |  |
|  |             | Marco Cecchinato Fernando Verdasco | Marco Cecchinato Fernando Verdasco | 2                            | 2           |  |  | 1            | Jérémy Chardy Fabrice Martin | 6            | 3            | [10]         |  |
|  | WC          | Jack Draper Cameron Norrie         | Jack Draper Cameron Norrie         | Jack Draper Cameron Norrie   |             |  |  | 2            | Robert Lindstedt Artem Sitak | 1            | 6            | [5]          |  |
|  | 2           | Robert Lindstedt Artem Sitak       | Robert Lindstedt Artem Sitak       | Robert Lindstedt Artem Sitak | w/o         |  |  |              |                              |              |              |              |  |